# Lasiotocus elongatus
Lasiotocus elongatus är en plattmaskart. Lasiotocus elongatus ingår i släktet Lasiotocus och familjen Monorchiidae. Inga underarter finns listade i Catalogue of Life.